# 霍頓 (堪薩斯州)
霍頓（英語：Horton）是一個位於美國堪薩斯州布朗縣的城市。

## 地方資料
根據2010年美國人口普查的數據，霍頓的面積為4.36平方千米，當中陸地面積為4.32平方千米，而水域面積為0.08平方千米。當地共有人口1776人，而人口密度為每平方千米407.34人。